# Reckoning (R.E.M.)
Reckoning è il secondo album in studio del gruppo musicale statunitense R.E.M., pubblicato il 9 aprile del 1984 dalla I.R.S. Records.

## Descrizione
Reckoning è il secondo album in studio dei R.E.M., nonostante il buon successo ottenuto con il precedente album Murmur, Reckoning è l'album che segnerà la consacrazione del gruppo statunitense.

## Tracce
Testi e musiche di Bill Berry, Peter Buck, Mike Mills e Michael Stipe.
1. Harborcoat – 3:54
2. 7 Chinese Bros. – 4:18
3. So. Central Rain (I'm Sorry) – 3:15
4. Pretty Persuasion – 3:50
5. Time After Time (Ann Elise) – 3:31
6. Second Guessing – 2:51
7. Letter Never Sent – 2:59
8. Camera – 5:25
9. (Don't Go Back To) Rockville – 4:32
10. Little America – 2:58

Nell'edizione dell'album chiamata "The I.R.S. Years Vintage" uscita nel 1992 sono state inserite anche 5 bonus track:
- Wind Out (With Friends) – 1:58
- Pretty Persuasion (live in studio) – 4:01
- White Tornado (live in studio) – 1:51
- Tighten Up (Archie Bell and Billy Butler) – 4:08
- Moon River (Henry Mancini and Johnny Mercer) – 2:21

### Edizione del 2009
Disco 1
Il primo disco è l'album originale rimasterizzato.
Disco 2 (Live at the Aragon Ballroom)
1. Femme Fatale – 3:19 (testo: Lou Reed)
2. Radio Free Europe – 3:54
3. Gardening at Night – 3:38
4. 9–9 – 2:48
5. Windout – 2:13
6. Letter Never Sent – 3:03
7. Sitting Still – 3:13
8. Driver 8 – 3:28
9. So. Central Rain – 3:23
10. 7 Chinese Bros. – 4:27
11. Harborcoat – 4:34
12. Hyena – 3:26
13. Pretty Persuasion – 3:49
14. Little America – 3:23
15. Second Guessing – 3:07
16. (Don't Go Back To) Rockville – 4:30

## Formazione
- Michael Stipe – voce, pianoforte, cori
- Peter Buck – chitarra
- Mike Mills – basso, pianoforte, cori
- Bill Berry – batteria, percussioni, cori

### Altri musicisti
- Bertis Downs – cori in Wind Out (With Friends)
- Jefferson Holt – voce in Wind Out (With Friends)